# Ngadirejo (Ngadirejo)
Ngadirejo is een bestuurslaag in het regentschap Temanggung van de provincie Midden-Java, Indonesië. Ngadirejo telt 3101 inwoners (volkstelling 2010).